# Val d'Ossola
La Valle Ossola (o anche Val d'Ossola o semplicemente Ossola) è un'estesa valle della Provincia del Verbano-Cusio-Ossola, corrispondente a buona parte del bacino idrografico del fiume Toce e comprendente sette valli laterali principali: Valle Anzasca, Valle Antrona, Val Bognanco, Val Divedro, Valle Antigorio, Valle Isorno e Val Vigezzo. 
Inoltre fa parte dello stesso bacino orografico la Val Formazza, segmento superiore della Valle Antigorio. Il centro di confluenza dell'intera vallata è Domodossola e gli altri principali centri sono Villadossola, Crevoladossola, Ornavasso e Mergozzo. Comprendente 37 comuni e 66 500 abitanti, è la seconda valle più popolata del Piemonte, dopo la Valle di Susa.

## Origine del nome
Il primo accenno alla denominazione Ossola è del geografo Tolomeo vissuto nel II secolo d.C., che nomina una Oskela (o Oskella) Lepontíōn, Oscella dei Leponzi, in riferimento alle popolazioni di Leponzi che l'abitavano. In un'opera geografica anonima del VII secolo d.C. (il cosiddetto Geografo Ravennate) il nome appare come "Oxila" o "Oxilia" e Joannes Georgius Graevius, nel Thesaurus antiquitatum et historiarum Italiae: Ligurum et Insubrum, seu Genuensium et Mediolanensium pubblicato nel 1704, identifica la Val d'Ossola come Municipium Ocellum (e Domodossola è detta Ocella).

## Geografia

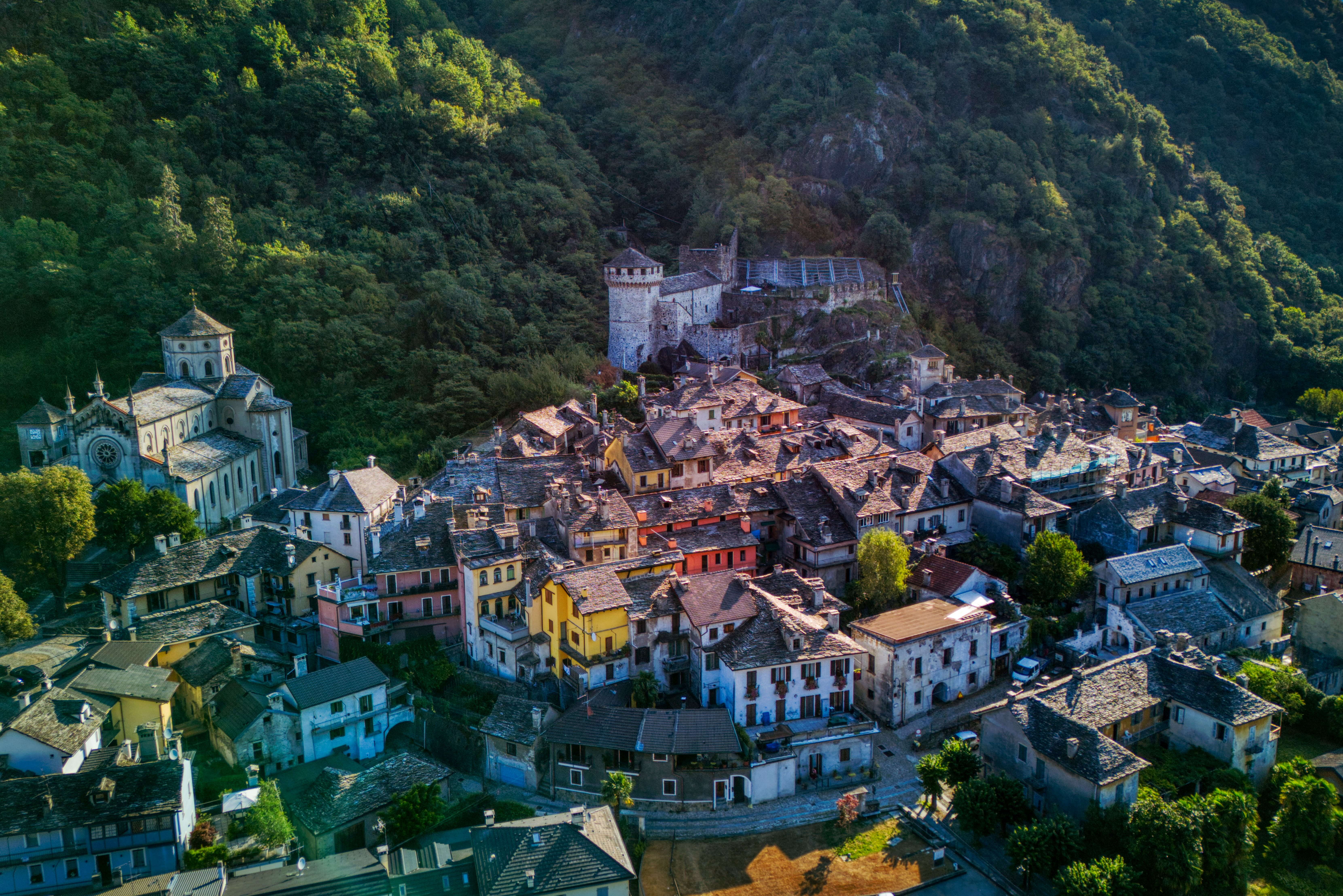
Vogogna

La Valle Ossola è raffigurabile come una grande foglia di acero, le cui nervature sono costituite dai fiumi e torrenti che percorrono le valli e le montagne laterali, i quali confluiscono nella nervatura centrale, rappresentata dal fiume Toce. Gli estremi della foglia rappresentano i confini settentrionali dell'Italia, mentre il picciolo si estende fino a raggiungere il Lago Maggiore.
Nel passato si era soliti suddividere la vallata in Ossola Inferiore, che aveva capoluogo Vogogna, e Ossola Superiore con capoluogo Domodossola.
Orograficamente circondata dalle Alpi Pennine sul lato occidentale e dalle Alpi Lepontine sul lato settentrionale e orientale, la vetta più elevata di tutta l'Ossola è la punta Nordend (4.609 m), che domina Macugnaga in valle Anzasca, e che è anche la più elevata vetta del Piemonte. Oltre le cime del massiccio del monte Rosa, altre montagne significative sono il Pizzo d'Andolla (3.656 m), il monte Leone (3.552 m), il Blinnenhorn (3.374 m) e la catena Weissmiess 4.017m- Lagginhorn 4.010m- Fletschorn 3.985m (nonostante si trovino in territorio svizzero)

## Storia

### L'antichità

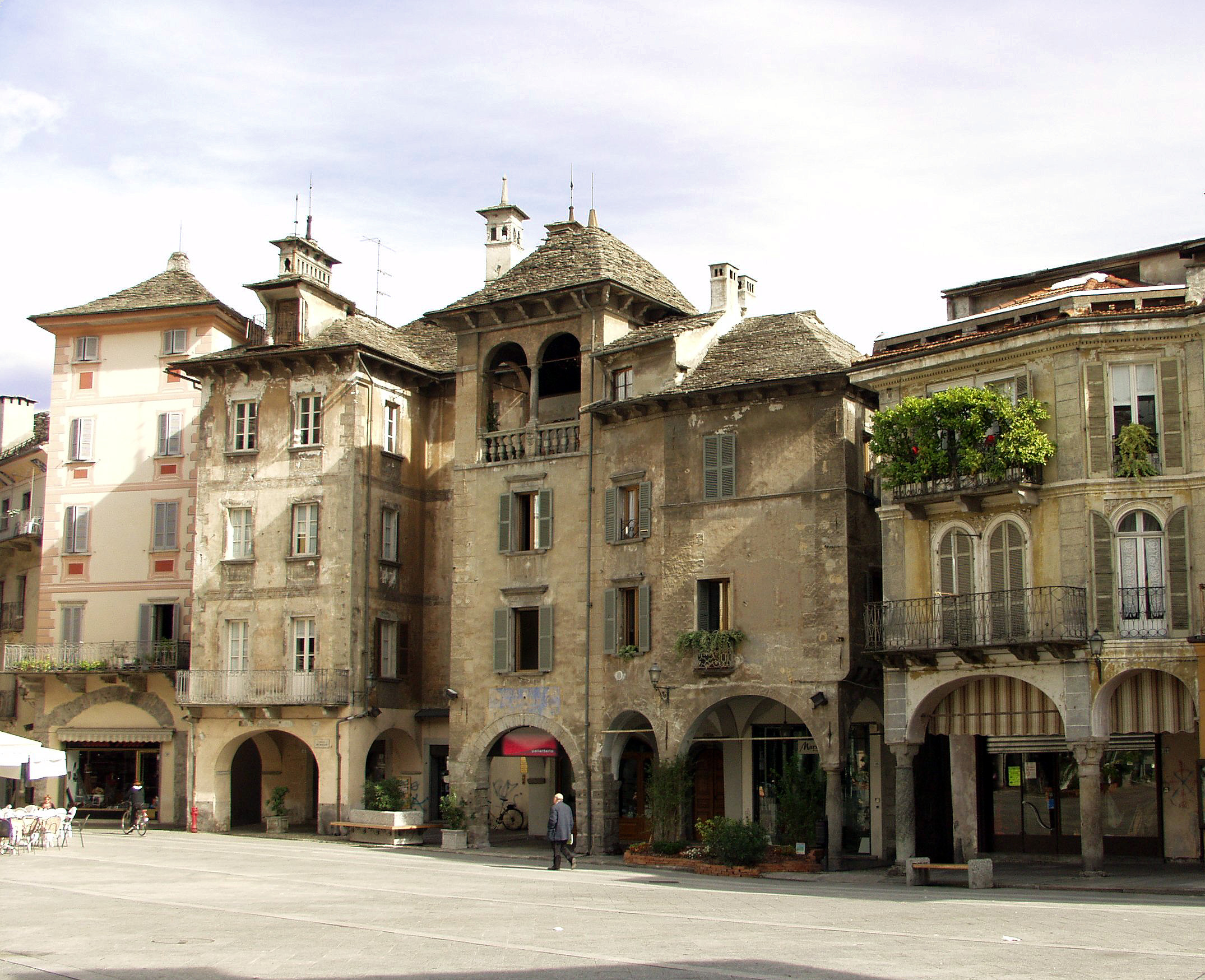
Domodossola, Piazza del Mercato

Il capoluogo ossolano è Domodossola, antichissima città, già capitale all'epoca dei Leponzi, chiamata da Tolomeo Oscela divenne poi Domus-Oscelae dalla Chiesa Collegiata cittadina denominata Domus. La valle presenta testimonianze di una civiltà anteriore alla romana grazie alle necropoli di Ornavasso e Migiandone.
Innumerevoli furono le invasioni da parte dei Galli e anche di ciò rimane traccia in alcune parole dialettali. Nel 100 a.C. circa, la zona fu forse teatro, secondo alcuni studiosi (ma la tesi è molto controversa, e viene seguita oggi da pochi specialisti), degli scontri tra Cimbri e Romani, terminati con la vittoria di Mario nei pressi di Vercelli. Dopo ciò il dominio romano sull'Ossola fu incontrastato; la valle venne denominata Provincia delle Alpi Leponzie e Domodossola fu sede del procuratore di Augusto. In questo arco di tempo venne costruita la prima strada di collegamento con la Valle del Rodano.
In età romana, già dal periodo augusteo, iniziarono ad essere sfruttate sia le cave di serizzo e granito che quelle di marmo di Candoglia, e, tramite il Ticino, le pietre venivano trasportate verso diverse città dell'Italia nord-occidentale, prime fra tutte Milano e Pavia.

### Dal Medioevo all'età napoleonica
Dopo la caduta dell'Impero romano d'Occidente la zona fu nuovamente invasa dai barbari (Franchi, Borgognoni ecc.) e alla fine del VI secolo venne occupata dai Longobardi che eressero la fortezza di Mattarella, i cui resti sovrastano tuttora Domodossola e nei pressi dei quali è stato edificato il Sacro Monte Calvario. Dopo i Longobardi il castello passò nelle mani dei Franchi.
Nel 1014 il contado dell'Ossola, ripartito nelle pievi di Mergozzo, Vogogna e Domodossola, venne donato dall'imperatore Arrigo al vescovo di Novara. La dominazione vescovile durò 3 secoli, nei quali non mancarono duri scontri con i vicini dell'Alto Vallese. La Val d'Ossola venne annessa al Vallese, e quindi entrò nell'orbita della Confederazione svizzera di cui il Vallese era alleato, con il nome di Eschental, a due riprese: dal 1410 al 1422 e successivamente dal 1512 al 1515, quando la valle tornò al Ducato di Milano in seguito alla Battaglia di Marignano. La parte settentrionale, la Val Formazza, in tedesco Pomattal, venne colonizzata da popolazioni tedesche provenienti dal Vallese, che si spinsero sino a Bosco Gurin, nell'attuale Canton Ticino.
Con il passaggio al dominio visconteo, su volontà della borghesia domese, si ebbe la costruzione del castello di Vogogna, ancor oggi visitabile, che divenne centro di potere dell'Ossola Inferiore. Il regime visconteo fu seguito da quello sforzesco e in quegli anni le vallate vennero suddivise in feudi di proprietà nobiliari. La successiva dominazione spagnola portò con sé lotte civili, carestie ed epidemie. Seguì un breve regime austriaco e poi sabaudo. Nel 1743, in seguito al trattato di Worms, l'alto novarese venne aggregato al Regno di Sardegna.

### Dall'età napoleonica al Regno d'Italia
Napoleone conferì grande sviluppo alla zona grazie alla costruzione nel 1805 della strada che da Milano attraversava il Sempione per raggiungere Briga. Nel 1818 si costituì la Provincia dell'Ossola sotto i Savoia, e nel 1859, con il decreto Rattazzi, la provincia venne trasformata in circondario di Domodossola, parte della provincia di Novara.

### Il Novecento

Mappa dei comuni della Val d'Ossola al 1926, facenti parte del Circondario di Ossola, in provincia di Novara.

Anche la costruzione del traforo del Sempione segnò un'importante svolta nell'economia della vallata. I lavori si conclusero nel 1905 e l'inaugurazione ufficiale alla presenza del re Vittorio Emanuele III, con il passaggio del primo treno a vapore, avvenne nel 1906.
È da ricordare il volo aereo di Geo Chavez nel settembre 1910, il quale riuscì a percorrere la tratta Briga-Domodossola, attraverso il Sempione, con i velivoli del tempo. Tuttavia a pochi metri dall'arrivo il viaggio si concluse tragicamente con la morte del pilota.
È di grande rilevanza storica il fatto che il 10 settembre 1944 venne istituita la Repubblica partigiana dell'Ossola e l'Ossola venne dichiarata terra libera dal dominio nazi-fascista. Fu formato un governo provvisorio composto da tutti i rappresentanti del Comitato di Liberazione Nazionale e importante fu la collaborazione di intellettuali antifascisti come Gianfranco Contini. Tuttavia il 23 ottobre dello stesso anno la controffensiva nazi-fascista provocò la caduta della Repubblica dopo giorni di aspri combattimenti.
Lo sceneggiato Rai "Quaranta giorni di libertà" (1974) di Leandro Castellani è ispirato dalle vicende della Libera Repubblica dell'Ossola.
Il 27 ottobre 1977 venne fondata l'Unione Ossolana per l'Autonomia, movimento autonomistico con lo scopo di un'Ossola indipendente; l'UOPA si sciolse nel 1990, tuttavia quest'esperienza gettò le basi a quella che sarebbe poi divenuta la Provincia del Verbano-Cusio-Ossola; infatti dal 1992, l'Ossola, insieme al Verbano e Cusio, lasciarono la Provincia di Novara per costituire la provincia del VCO.

## Natura

### Parchi
| Denominazione                                      | Riconoscimento | Comuni | Ettari |
| -------------------------------------------------- | -------------- | --- | ------ |
| Parco nazionale della Val Grande                   | Nazionale      | Aurano, Beura-Cardezza, Caprezzo, Cossogno, Intragna, Malesco, Mergozzo, Miazzina, Ornavasso, Premosello-Chiovenda, San Bernardino Verbano, Santa Maria Maggiore, Trontano, Valle Cannobina, Verbania, Vogogna | 17.021 |
| Parco naturale dell'Alpe Veglia e dell'Alpe Devero | Regionale      | Baceno, Crodo, Trasquera, Varzo | 8.593  |
| Parco naturale dell'Alta Valle Antrona             | Regionale      | Antrona Schieranco, Borgomezzavalle | 7.444  |
| Riserva naturale speciale del Sacro Monte Calvario | Regionale      | Domodossola | 25     |

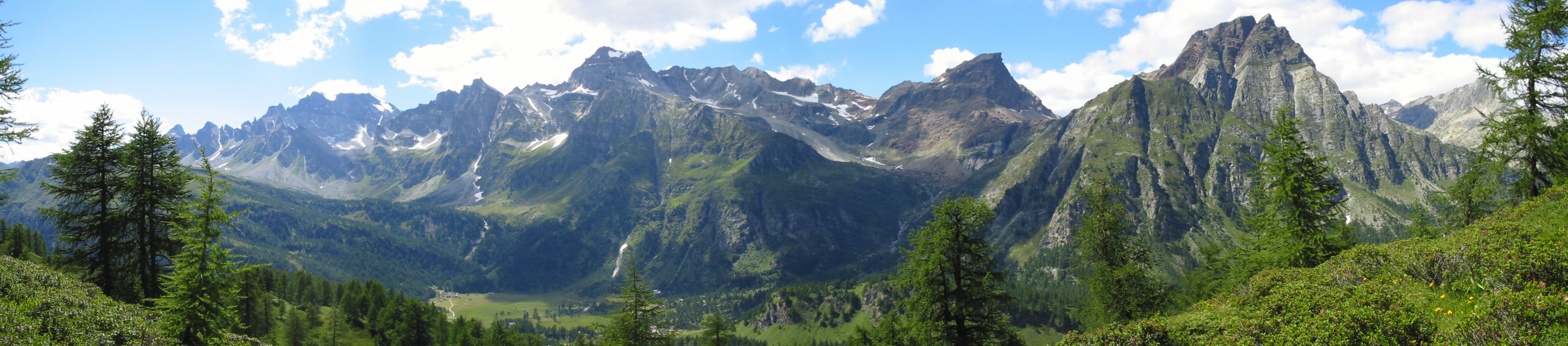
Parco naturale dell'Alpe Veglia e dell'Alpe Devero (Alpe Devero)

Nel Comune di Premosello Chiovenda nel 1990 è stata inoltre istituita l'Oasi naturale Bosco Tenso, area boschiva di 22 ettari gestita dal WWF.

### Attrazioni naturalistiche
- Cascate
  - La Cascata del Toce è situata nel comune di Formazza; alta 143 metri, è considerata "La più bella, la più poderosa fra le cascate delle Alpi"[4].
- Grotte
  - Orridi di Uriezzo, ingressi da Crodo, Baceno e Premia
  - Miniera d'oro della Guia, Macugnaga
  - Antica Cava di Marmo di Ornavasso
- Laghi
  - Lago di Mergozzo
  - Lago di Morasco
  - Lago di Codelago

## Cultura

### Monumenti e luoghi d'interesse
- Borghi medievali e castelli
  - Centro storico di Domodossola
  - Castello e borgo di Vogogna, inserito tra I borghi più belli d'Italia[5]
  - Linea Cadorna, Ornavasso
- Località termali
  - Terme di Bognanco
  - Terme di Premia
  - Terme di Crodo
- Musei
  - Casa Museo della Montagna, Crodo
  - Museo Casa Walser, Macugnaga
  - Museo della miniera della Guia, Macugnaga
  - Museo del Parco Nazionale della Val Grande, Malesco
  - Museo dello spazzacamino, Santa Maria Maggiore
  - Museo di Palazzo San Francesco, Domodossola
  - Museo di Palazzo Silva, Domodossola
  - Museo di scienze naturali del Collegio Mellerio Rosmini, Domodossola
  - Museo sempioniano, Domodossola
  - Sala storica della Resistenza, Domodossola
- Luoghi sacri
  - Sacro Monte di Domodossola, patrimonio dell'UNESCO dal 2003
  - Chiesa di San Bartolomeo, Villadossola, secondo la Guida rossa del Touring Club Italiano "il miglior esempio di architettura romanica dell'Ossola[6]
  - Chiesa di San Gaudenzio, Baceno
  - Chiesa Collegiata dei Santi Gervasio e Protasio, Domodossola
  - Santuario Madonna del Boden, Ornavasso
  - Santuario Madonna della Guardia, Ornavasso

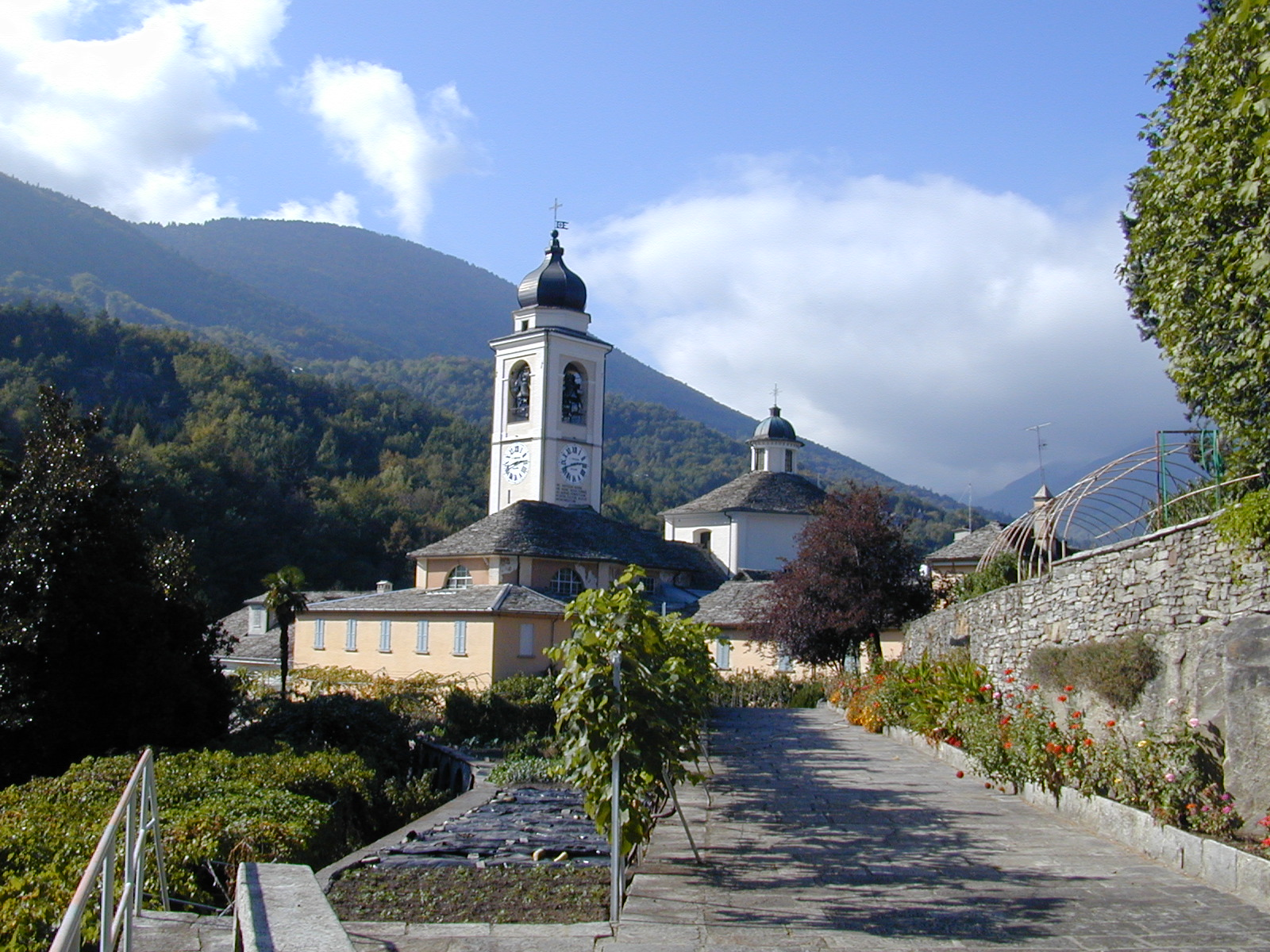
Sacro Monte di Domodossola
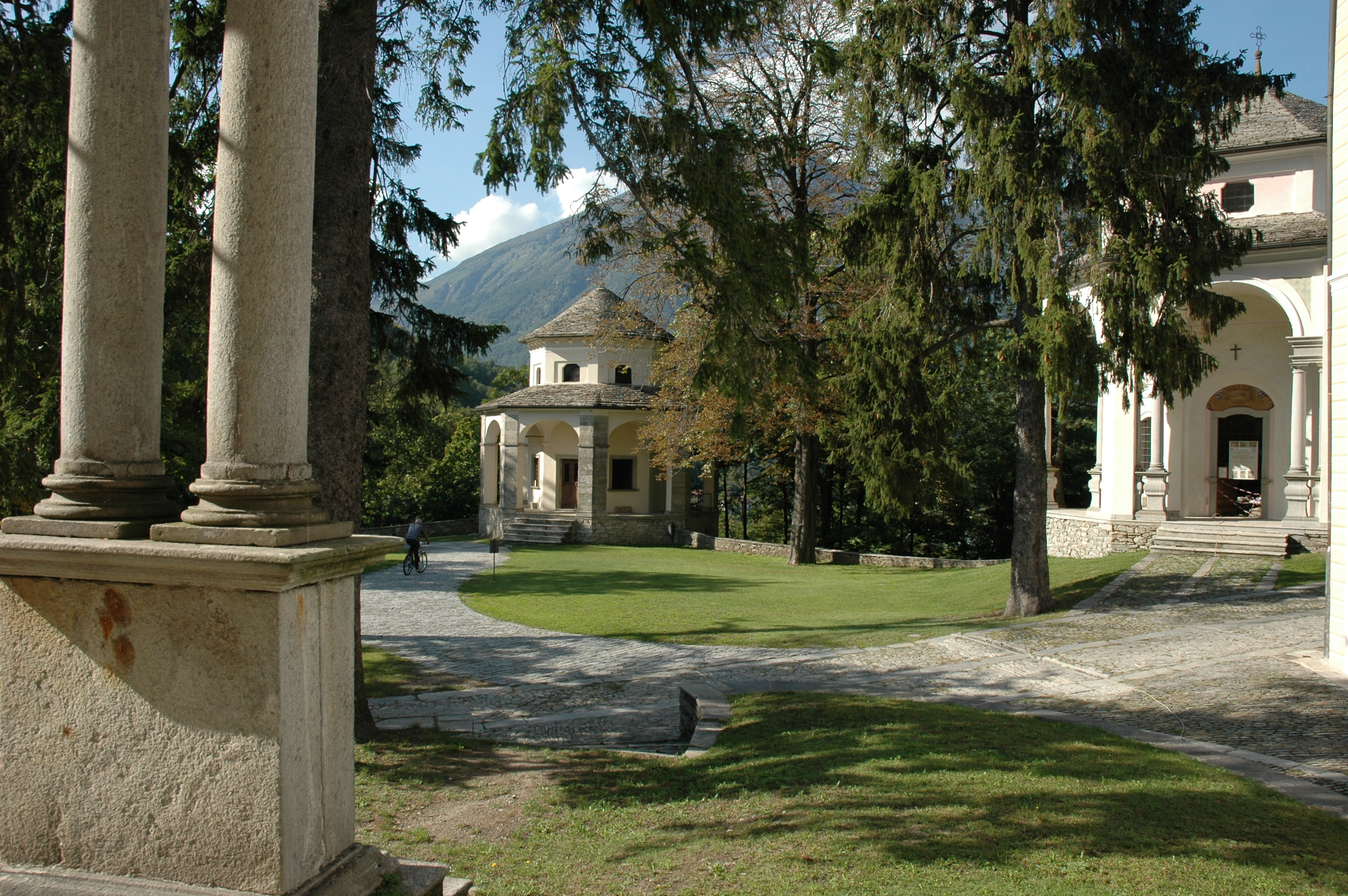
Sacro Monte di Domodossola Percorso devozionale con le Stazioni 9 e 11
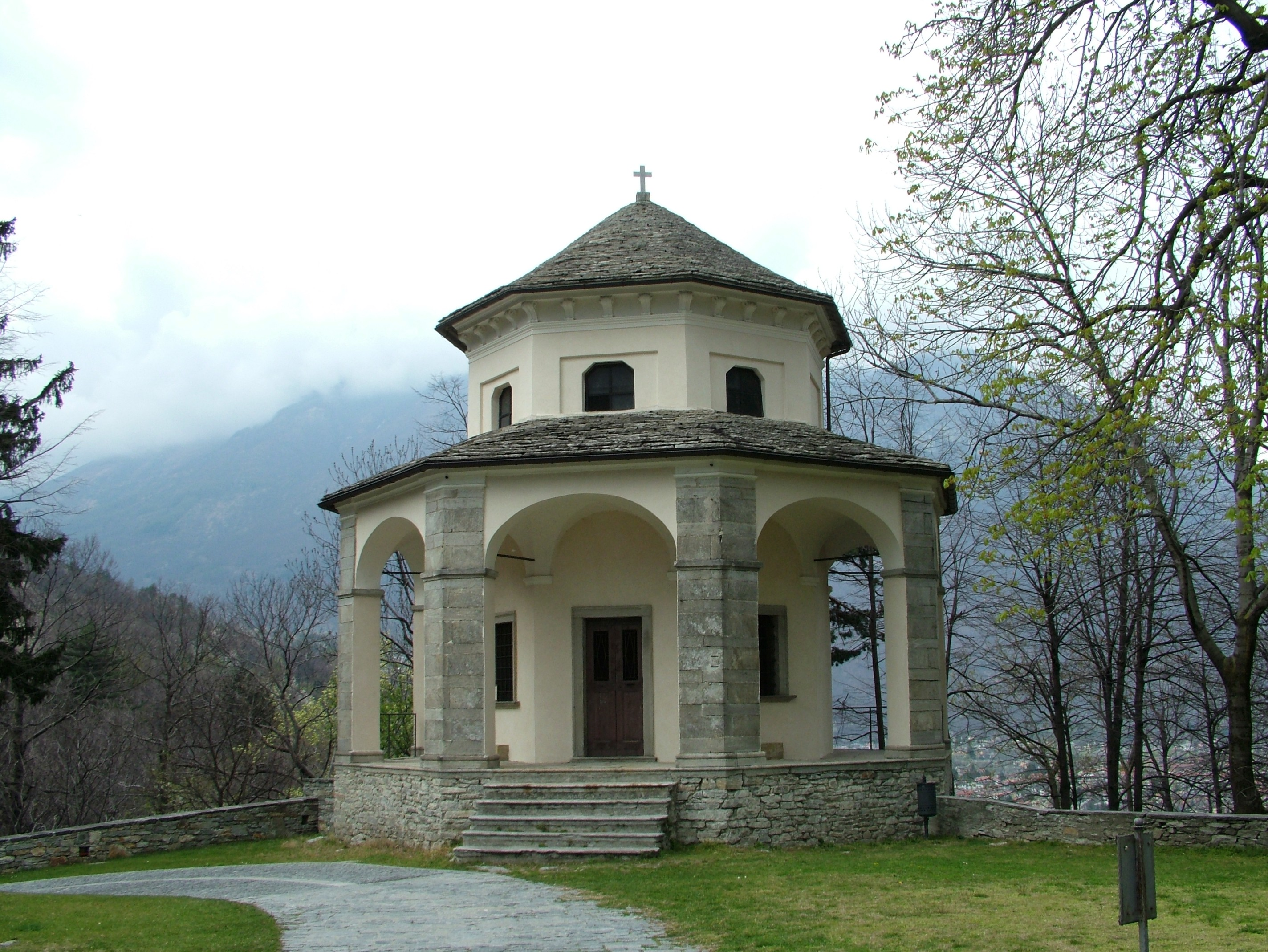
Sacro Monte di Domodossola Cappella contenente la Stazione IX della Via Crucis
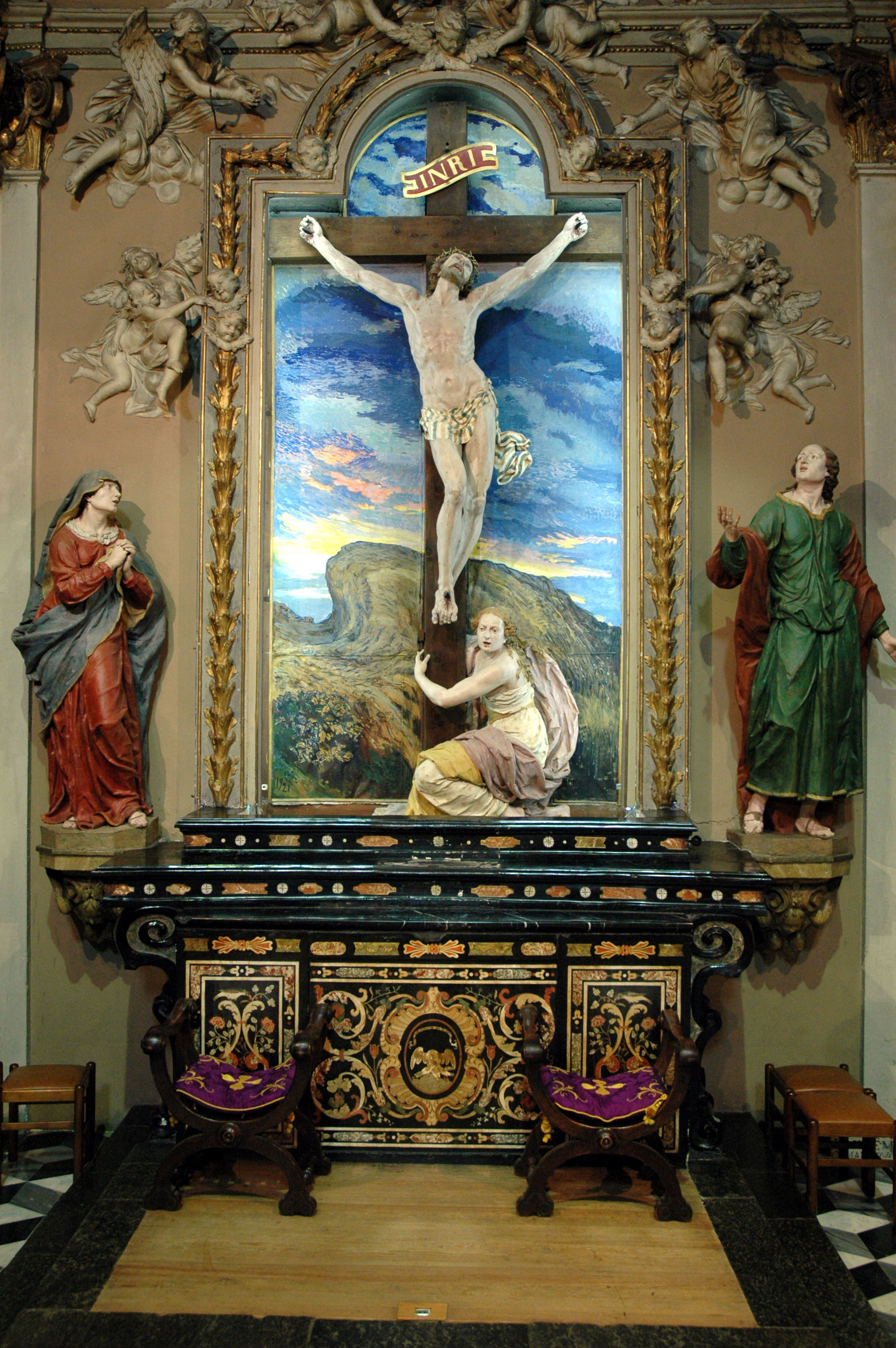
Sacro Monte di Domodossola Dionigi Bussola, Gesù muore sulla croce

### Enogastronomia
- Gastronomia:

| Primi piatti          | Secondi piatti                           | Dolci                                                     | Formaggi         | Salumi                                  |
| --------------------- | ---------------------------------------- | --------------------------------------------------------- | ---------------- | --------------------------------------- |
| Gnocchi all'ossolana  | Spezzatino di capriolo, cervo e camoscio | Crescenzin (pane di segale con noci, fichi e uvetta)      | Bettelmatt       | Prosciutto e violino di capra vigezzini |
| Polente tradizionali  |                                          | Torta di pane e latte                                     | Ossolano d'Alpe  | Lardo alle erbe di Macugnaga            |
| Risotto ai mirtilli   |                                          | Stinchett (sottilissime cialde tipiche della Val Vigezzo) | Caprino ossolano | Mortadella ossolana                     |
| Risotto al Bettelmatt |                                          | Fugascine di Mergozzo                                     |                  | Carne secca                             |
|                       |                                          |                                                           |                  | Brisaula                                |

- Vini:
  - Prunent (Nebbiolo Valli Ossolane DOC)[7], la cui presenza in Ossola è accertata da più di 700 anni.[8]
  - Cà d'Maté (Rosso Valli Ossolane DOC)[7]
  - Tarlap (Rosso Valli Ossolane DOC)[7]
  - Terrazzi Antichi (Bianco Valli Ossolane DOC)[7], prodotto dall'Istituto Professionale "S. Fobelli" di Crodo.[9]
  - Ossolanum, ora Munaloss
  - Balòss
  - Cà d'Susana
  - La Gera
  - Neuv Bruschett

## Demografia

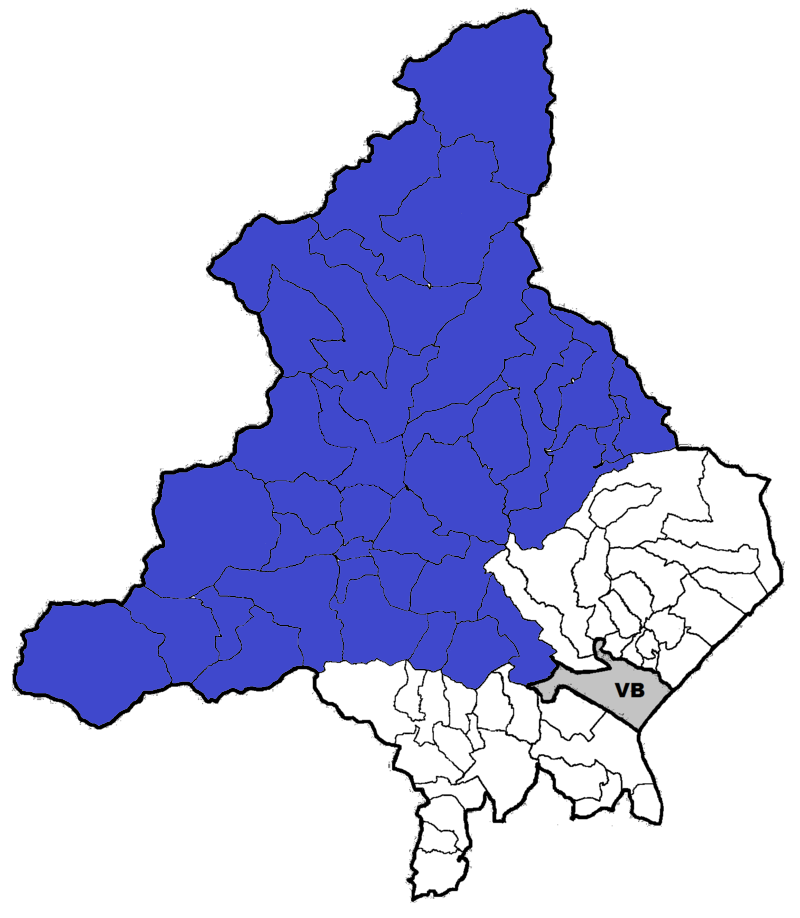
Carta dei confini comunali dell'Ossola nel Verbano-Cusio-Ossola

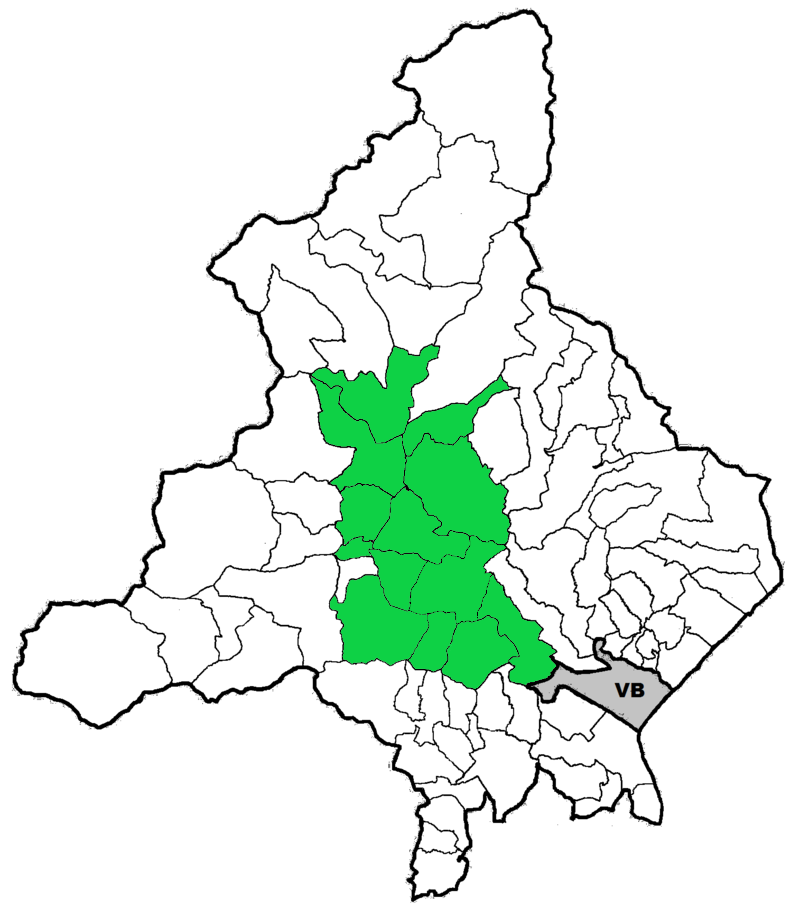
In verde i comuni dell'Ossola, vera e propria, senza valli laterali

La Val d'Ossola conta 66 746 abitanti, che sono per lo più distribuiti nei centri urbani localizzati nella piana del fiume Toce. Il centro principale della vallata è Domodossola, dove si concentrano le attività commerciali, le scuole e i servizi più rilevanti. Villadossola, città a vocazione preminentemente industriale, è il secondo comune per numero di abitanti.
Di seguito l'elenco dei dieci comuni più popolosi della valle:
| Posizione | Stemma | Città                | Popolazione (ab) | Superficie (km²) | Densità (ab/km²) | Altitudine (m.s.l.m.) | Altitudine minima (m.s.l.m.) | Altitudine massima (m.s.l.m.) |
| --------- | ------ | -------------------- | ---------------- | ---------------- | ---------------- | --------------------- | ---------------------------- | ----------------------------- |
| 1º        |        | Domodossola          | 18.306           | 36,9             | 496              | 272                   | 233                          | 2650                          |
| 2º        |        | Villadossola         | 6.725            | 18,0             | 373              | 257                   | 226                          | 1700                          |
| 3º        |        | Crevoladossola       | 4.716            | 39               | 120              | 375                   | 276                          | 2670                          |
| 4º        |        | Ornavasso            | 3.430            | 25,8             | 132              | 215                   | 191                          | 2050                          |
| 5º        |        | Pieve Vergonte       | 2.642            | 41,3             | 64               | 232                   | 207                          | 2200                          |
| 6º        |        | Mergozzo             | 2.211            | 27,3             | 81               | 196                   | 182                          | 2060                          |
| 7º        |        | Varzo                | 2.108            | 97               | 22               | 568                   | 370                          | 3563                          |
| 8º        |        | Premosello-Chiovenda | 2.043            | 34               | 60               | 220                   | 192                          | 2081                          |
| 9º        |        | Vogogna              | 1.742            | 15               | 116              | 226                   | 206                          | 2004                          |
| 10º       |        | Trontano             | 1.666            | 57               | 29               | 520                   | 227                          | 2299                          |

I comuni meno popolosi sono Trasquera (194), Bognanco (219) e Villette (268).

## Clima
L'Ossola è caratterizzata da un clima temperato, che è tuttavia pesantemente influenzato dai rilievi alpini. Moltissimi sono i fattori che modificano il clima dei singoli distretti territoriali nella zona. Tra questi vi è l'altitudine, il tempo di insolazione giornaliero, la piovosità e la ventosità. I venti secchi e freddi del nord sono frequenti in inverno, anche se non manca la presenza di venti caldi come il Favonio (Föhn). Da aprile a settembre lungo la valle soffiano invece semplici brezze.
Anche la vicinanza ai laghi prealpini, (Lago Maggiore, Lago d'Orta e Lago di Mergozzo) contribuiscono a modificare il clima della zona. Infatti, le masse d'aria umida che si formano in questi siti, risalendo le pendici dei monti ossolani, provocano violenti temporali: per questo motivo l'Ossola è una delle aree più piovose d'Italia.
La neve tutti gli inverni copre le principali vette e contribuisce al sostentamento dei ghiacciai perenni, come quello del Monte Rosa, mentre è meno frequente osservarla nel fondovalle. Negli ultimi anni è aumentata la presenza di grandine, di nebbia (fenomeno relativamente frequente a Domodossola) e di trombe d'aria, che causano numerosi danni alle coltivazioni e agli edifici.
Il clima di fondovalle, ove sorgono i principali centri abitati (Domodossola, Villadossola, Ornavasso e Crevoladossola) è caratterizzato da inverni freddi ed estati calde, lunghi periodi di siccità con successive piogge abbondanti. Queste precipitazioni ingrossano i rii e i torrenti, determinando spesso alluvioni, come quella famosa dei giorni 7, 8 e 9 agosto 1978, che provocò la morte di 19 persone, e quella dell'ottobre 2000, che causò invece la morte di 13 persone nella frazione di Gondo

## Trasporti

### Valichi
I valichi ossolani mettono in comunicazione Domodossola, quindi l'Italia, con la Svizzera.
| Valico                          | Altitudine    | Ubicazione | Collegamento                     | Infrastruttura                    |
| ------------------------------- | ------------- | ---------- | -------------------------------- | --------------------------------- |
| Passo del Sempione              | 2006 m s.l.m. | ovest      | con Briga (CH) (Canton Vallese)  | del Sempione                      |
| Valico di Ponte Ribellasca      | 552 m s.l.m.  | est        | con Locarno (CH) (Canton Ticino) | della Val Vigezzo                 |
| Passo San Giacomo (In Progetto) | 2313 m s.l.m. | nord       | con Airolo (CH) (Canton Ticino)  | di Valle Antigorio e Val Formazza |

### Ferrovie
Le linee ferroviarie che percorrono l'Ossola sono:
- La linea "Ferrovia Domodossola-Milano" è stata inaugurata già nel secolo XIX e allungata ulteriormente dopo l'apertura del valico ferroviario del Sempione. Serve da collegamento internazionale tra l'Italia e la Svizzera, nonché da collegamento tra Piemonte e Lombardia. Domodossola è la stazione di confine. Le altre principali stazioni ossolane di questa linea sono Vogogna, Premosello-Chiovenda e Mergozzo.
- La linea "Ferrovia Domodossola-Novara" collega l'Ossola e il Cusio, partendo da Novara. È una linea a binario singolo elettrificato, prevalentemente usata per i treni merci porta camion, in viaggio fra Novara e il nord Europa. Le sue principali stazioni ossolane sono Domodossola, Villadossola, Pallanzeno, Piedimulera, Pieve Vergonte, Premosello-Chiovenda e Ornavasso.
- La "Ferrovia Vigezzina" gestita da SSIF e FART collega invece Domodossola a Locarno (CH). Risulta un capolavoro d'ingegneria a causa dell'enorme dislivello che deve superare ed è anche di grande interesse turistico per il suo percorso immerso nella natura. Principali stazioni ossolane di questa linea sono Domodossola, Masera, Trontano, Druogno, Santa Maria Maggiore, Malesco e Re.

### Strade
Le principali strade ossolane sono:
- del Sempione (prosecuzione della  Genova Voltri-Gravellona Toce), che porta la classificazione di strada europea : Milano - Gravellona Toce - Domodossola - Confine di Stato di Iselle - Passo del Sempione.
- della Val Vigezzo: Masera - Druogno - Santa Maria Maggiore - Malesco - Re - Confine di Stato di Ponte Ribellasca.
- di Valle Antigorio e Val Formazza: Crevoladossola - Crodo - Baceno - Premia - Formazza.
- di Macugnaga: Piedimulera - Calasca Castiglione - Bannio Anzino - Vanzone con San Carlo - Ceppo Morelli - Macugnaga.